# Зотова, Роза Захаровна
Роза Захаровна Зотова (14 декабря 1927, Дмитровск, Орловская область, РСФСР, СССР) — советский и российский библиотековед, педагог, Заслуженный работник культуры РСФСР (1979).

## Биография
Родилась 14 декабря 1927 года в Дмитровске. В 1945 году поступила в МГБИ, окончила в 1950 году, в том же году переехала в Ленинград и поступила на аспирантуру ЛГИКа, окончила в 1956 году. В 1956 году переехала в Латвийскую ССР и устроилась на работу в Латвийскую государственную, а также Латвийскую школьную библиотеку и работала вплоть до 1959 года. В 1959 году окончательно переехала в Москву и устроилась на работу в ГБЛ и заведовала научно-методическим отделом на протяжении многих лет. Работая на этой должности, внесла огромный вклад в централизацию массовых библиотек СССР и РФ. В 1986 году устроилась во Всесоюзный институт повышения квалификации работников культуры, где заведовала кафедрой книговедения, информации и библиотечного дела вплоть до 1996 года. В 1996 году избрана на должность профессора указанной кафедры и отработала вплоть до 2000 года, после чего вышла на пенсию.

## Научные работы
Основные научные работы посвящены проблемам организации библиотечного обслуживания населения, эффективности библиотечных объёдинений, а также создания библиотечных систем и руководства ЦБС.
- Зотова, Роза Захаровна. Формирование централизованных библиотечных систем на современном этапе : государственные массовые библиотеки : диссертация ... кандидата педагогических наук : 13.00.00. - Ленинград, 1977. - 221 с.
- Централизация сети государственных массовых библиотек : (материалы к исследованию) / Государственная Ордена Ленина библиотека СССР имени В. И. Ленина, Научно-исследовательский отдел библиотековедения и теории библиографии ; редактор-составитель Р. З. Зотова. - Москва : [б. и.], 1968
- Областная библиотека - головной научно-методический центр. Перспективы развития в современных условиях : Конспект лекций / Зотова Р. З.; Всесоюз. ин-т повышения квалификации работников культуры, Каф. библ. дела. - М. : Б. и., 1988 (1989). - 25 с.;

## Награды
- Орден «Знак Почёта»[3]